# MARR
La société MARR S.p.A. est une entreprise italienne, créée en 1988, dont l'activité est le commerce en gros de produits alimentaires frais et surgelés pour les restaurateurs.
La société est cotée à la bourse de Milan dans la catégorie Star.

## Histoire de l'entreprise
La société a été fondée le 21 avril 1988 sous le nom « Grex S.r.l. ». Elle a changé sa dénomination sociale le 12 novembre 1999, après le rachat de la société « Marr S.p.A. » après fusion des deux entités.
Pour trouver la véritable origine de la société, il faut remonter à l'année 1972 où un groupe de grossiste de Rimini décida de coordonner leurs activités commerciales qui étaient limitées aux hôtels et restaurants de la côte adriatique dite « Riviera Romagnola », avec la création d'une coopérative appelée « M.A.R.R. Magazzini Alimentari Riuniti Riminesi di Ceccarelli - Sberlati & C. S.n.c. » - Magasins Alimentaires Réunis de Rimini, qui sera ensuite transformée en société anonyme en 1975.
Cette société sera reprise en 1980 par la société « Distribuzioni Alimentari S.p.A. », qui changera de nom pour devenir « MARR Magazzini Alimentari Riuniti Riminesi S.p.A. », de laquelle il sera créé une holding en 1991, « Finmarr S.p.A. ».
C'est en 1995 que le groupe Cremonini SpA rachètera l'ensemble, en simplifiera la structure pour la rendre plus opérationnelle et reprendra le nom de sa marque commerciale « MARR S.p.A. ».
La dernière intégration dans le groupe Cremonini verra en 1999 la fusion entre les sociétés "Grex s.r.l." et "MARR S.p.A.".
La société connaîtra un développement très rapide ces dernières années grâce en particulier à : 
- la création en 2001 d'une filiale en Espagne pour la distribution dans les îles Baléares ;
- le rachat en 2004 de la société turinoise « Sogema S.p.A. » ;
- la reprise en 2005 de la société « Sfera S.r.l. » de Riccione qui sera transformée en « Sfera S.p.A. ».

## Les étapes de la société
- 1972 : Création à Rimini de la société M.A.R.R., Magazzini Alimentari Riuniti Riminesi pour la distribution de produits alimentaires aux restaurants et hôtels de la côte adriatique,
- 1979 : le groupe Cremonini entre au capital de MARR, avec une participation minoritaire,
- 1983 : MARR se diversifie et assure la distribution de produits de la mer,
- 1995 : rachat par le groupe Cremonini SpA,
- 1998/1999 : rachats d'entreprise sélectionnées régionales : Adriafood, Copea, Discom, Venturi et Sanremomare.
- années 90 : MARR se développe sur le territoire italien, ouvre de nouvelles filiales en Sicile, Campanie, Lombardie, Lazium, Vénétie et Sardaigne,
- 2003 : entrée au capital de MARR d'un groupe d'investisseurs institutionnels (Barclays Private Equity, Arca Impresa Gestioni SGR et Arca Merchant) qui souscrivent à une augmentation de capital pour en détenir 33,3 %,
- 2004 : MARR rachète la société Sogema S.p.A., distributeur de produits alimentaires dans le Piémont et la Vallée d'Aoste,
- 2005 : février, rachat de la société Sfera Srl. En mars, ouverture d'une filiale en Calabre pour assurer la distribution dans l'extrême sud de l'Italie. Le 21 juin, les actions MARR sont coétes à la bourse italienne de Milan. En septembre, racahat de la société As.Ca., société de Bologne.
- 2006 : en février, rachat de la branche distribution de la société Prohoga implantée dans la région Trentin Haut Adige, vers la frontière autrichienne,
- 2007 : en janvier rachat de la société New Catering de Forlì qui permet à MARR d'accéder au secteur de la distribution aux bars et la restauration rapide. En juin, MARR se renforce dans le secteur de la distribution des produits de la mer avec la reprise de la société F.lli Baldini S.r.l., leader dans la distribution des mollusques frais. En septembre reprise de la société Cater. Avec ce rachat, MARR détient le second centre de distribution de Rome. En décembre reprise de la division distribution de Jolly Hotel, première chaîne hôtelière italienne, pour assurer la distribution de produits alimentaires aux hôtels du groupe NH en Italie.
- 2008 : en février, reprise des activités de la société Minerva S.r.l., sur le lac de Garde. En juillet, rachat de la société Emi.Gel, société de Bologne.
- 2009 : rachat des sociétés Baldini Adriatica Pesca, en janvier, et de Minerva en février.

## Principaux actionnaires
- Cremonini SpA - 57,389 %
- Capital Research and Management Company - 2,862 %
- Gartmore Investment Management Plc. - 2,766 %
- Monte Paschi Asset Management S.p.A. - 2,179 %
- Deutscher Investment-Trust - 2,053 %

Données au 16 novembre 2007

## Participations
- Alisea S.c.r.l. - (Florence) - 55 %
- Marr Alisurgel s.r.l. - 5Rimini) - 97 %
- Marr Foodservice Iberica S.A. - Madrid (Espagne) - 100 %
- Sfera S.p.A. - (Rimini) - 100 %
- AS.CA. S.p.A. - (Rimini) - 100 %

## Sources
- Bilan de la société sur son site internet, consolidé au 31 décembre 2006.